# Patrick Mauriès
Patrick Mauriès (* 16. Mai 1952 in Saint-Raphaël) ist ein französischer Schriftsteller, Journalist und Literaturkritiker.

## Leben
Mauriès ist Absolvent der École normale supérieure de Fontenay-Saint-Cloud. 1981 gründete er die Zeitschrift Le Promeneur und war mit Franco Maria Ricci an der Gründung der Kunstzeitschrift FMR beteiligt. Neben Beiträgen für diese Zeitschriften arbeitet er auch für die französische Tageszeitung Libération.
Er ist Autor einer Vielzahl von Büchern, darunter Second manifeste camp (1979), einer Biographie über den Künstler Piero Fornasetti (1998), dem Cabinet de curiosités (2002) und Le trompe-l'oeil (1996). Die beiden letztgenannten Werke sind auch in deutscher Übersetzung erschienen.
In der jüngeren Vergangenheit arbeitet Mauriès mit Karl Lagerfeld zusammen, woraus weitere Bücher entstanden, so Chanel Catwalk: The Complete Karl Lagerfeld Collections und Choupette: Aus dem Leben einer Katze an der Seite von Karl Lagerfeld.

## Werke in deutscher Übersetzung (Auswahl)
- Choupette: Aus dem Leben einer Katze an der Seite von Karl Lagerfeld / fotogr. von Karl Lagerfeld. Zusammengestellt von Patrick Mauriès und Jean-Christophe Napias, ISBN 978-3-8419-0353-2
- Das Kuriositätenkabinett, DuMont, Köln, 2011, ISBN 978-3-8321-9406-2[4]
- Trompe-l'oeil: das getäuschte Auge / Patrick Mauriès (Hg.). Aus dem Franz. von: Hella Faust, DuMont, Köln, 1998, ISBN 3-7701-4352-3